# Erling Nilsen
Erling Nilsen, född 30 december 1910 i Moss, död 22 april 1984 i Moss, var en norsk boxare.
Nilsen blev olympisk bronsmedaljör i tungvikt i boxning vid sommarspelen 1936 i Berlin.